# Rubus paracaulis
Rubus paracaulis är en rosväxtart som beskrevs av Liberty Hyde Bailey. Rubus paracaulis ingår i släktet rubusar, och familjen rosväxter. Inga underarter finns listade i Catalogue of Life.